# アンナ・シェーファー
アンナ・シェーファー（独: Anna Schäffer, 1882年2月18日– 1925年10月5日）は、ドイツ・バイエルン王国（のちバイエルン州）の女性でフランシスコ会の第3会員（世俗会員）である。 2012年に教皇ベネディクト16世により、カトリック教会の聖人として列聖された。

## 生涯

### 幼少時代
アンナ・シェーファーは、1882年にドイツ帝国の構成国バイエルン王国（現ドイツ、バイエルン州）の中央部に位置するミンデルシュテッテンで大工の娘として生まれ、カトリック教会の洗礼を受けた。家族は子だくさんで貧しい家庭で、アンナ・シェーファーは8人兄弟の3番目の子供だった。彼女の生まれ育った家庭は敬虔なキリスト教徒の一家で、母親によって敬虔なクリスチャンとして教育されたシェーファーは、成績優秀な生徒だった。1894年、初めて聖体拝領を受けたことを切っ掛けに、シェーファーは修道女として活動することを決意する。13歳の時に修道女として外国での宣教活動を志望したシェーファーは、修道院に入るための支度金を稼ぐべくレーゲンスブルクに奉公に出た。
1896年にシェーファーの父親が急死したことにより、一家は極貧状態に陥った。残された兄弟姉妹のためにシェーファーはミンデルシュテッテンの実家に戻り、地元の資産家の家庭に女中として奉公に出る。

### 負傷と治療
1898年、6月のある夜にシェーファーの前に聖人が現れて、天国からのメッセージを初めて受け取る。なお、シェーファーはこの聖人の名前を知らないとされる。内容は彼女が20歳になる前に長い苦しみが始まるというものだった。
1901年2月4日、シェーファーはシュタンムハムの森林にある家の洗濯場で、同僚と二人で作業をしていた。この時、洗濯場の壁からボイラーのパイプが修理のために取り外されていたため、その取り換え作業のためにシェーファーは突き出た低い壁に登る必要があった。その時シェーファーはバランスを崩して落ち、膝から上を洗濯機の熱湯で重度の火傷を負った。シェーファーはボイラーから助け出された後、7km先の最寄りの病院に担ぎ込まれた。深夜の11時から2時間にわたる手術を受け、翌週には壊疽した部分を細かく切り取る施術を受ける。その3ヶ月後シェーファーの加入していた医療費負担の支払いを停止し、入院治療ができなくなった。しかしカール・ヴァルディン (Karl Wäldin) という医師により、1901年8月から、ニュルンベルク近郊のエアランゲン大学付属診療所で治療を受けた。ヴァルディンはシェーファーに対し、30回以上もの皮膚移植手術を行った。しかし症状の悪化を止めることはできず、最終的に足に包帯を巻いてそれを毎週取り換える治療に留めた。ベッドで寝たきりとなり極度の貧困状態に陥ったシェーファーは、修道女としての将来を断念する。一方でミンデルシュテッテンの教区司祭であり彼女の精神的な導き手でもあったカール・リーガー (Karl Rieger) は、シェーファーの口から不平の言葉を決して聞いたことはないと述べており、またこの頃から彼女の守護天使を観ることができるようになったとされている。

### 著作
シェーファーが1910年から1925年にかけて記した手紙とノートは183に上り、現存している。この分かり易い言葉遣いで書かれた書類は後年に書籍としてまとめられ、出版された。内容にシェーファーがキリストの聖心に傾倒していたことと、地元の修道院長によって聖体拝領が行われていたことが記されている。

### 霊性
シェーファーは自分が天国に入るための3つの鍵として、自らの苦しみ、作品、友人のための編み物を捉えていた。シェーファーは町の人々に助言を求められるようになり、人々は彼女の元を訪れた。一方で1910年からシェーファーの身に起こった神秘的な現象がいくつか起こった。その中でも同年10月4日に受けた聖痕に関しては、シェーファーは大衆から隠そうと努めた。また彼女は恍惚状態にも陥るようになり、その中で幻視を見るようになった。しかしシェーファーは以上の事が起きても訪問者に対して変わらず接し続けた。

### 晩年と死
シェーファーは没する3年半前から衰弱のため、裁縫と教区教会へ向かうことが出来なくなった。1925年には大腸癌と脊髄麻痺を患い、会話や執筆ができなくなった。同年10月5日の朝、最後の聖体拝領を受けた後没した。

## 列福と列聖
シェーファーの死後、彼女の墓標の前で祈ると、その祈りが聞き届けられると人々の間で言われるようになり、1929年以降15000人以上の人々が彼女の墓標を訪れた。1973年には、シェーファーをカトリック教会の福者にするための列福申請がなされた。この時20,000以上の文書と証言が彼女の列福の詳細な調査のために集められた。彼女を福者として申請する時の調査には、1929年以来、15,000以上もの奇蹟が彼女への取り成しの祈りにより起こったものであると報告された。1998年には、ミンデルシュテッテンの教区において、551の奇蹟が彼女への取り成しによって起こったものだとされる。1999年3月7日、シェーファーは教皇ヨハネ・パウロ2世によって列福された。この列福式において、聖ヨハネ・パウロ2世は、シェーファーの生涯の中には、聖パウロがローマ人へ書き送った手紙の内容が読み取れるとして、次の聖書の一節を引用した。『希望は失望に終ることはない。なぜなら、私たちに賜わっている聖霊によって、神の愛が私たちの心に注がれているからである。(ローマ人への手紙5章5節)』そして、シェーファーは確かに自己を神の意思に委ねる努力をしたとは言えないが、彼女は成長し、神が弱さと苦しみの上に福音を書き綴るということを、正しく理解したと述べた。
さらに列聖調査が進み、2012年10月21日に、シェーファーは教皇ベネディクト16世によって、カトリック教会の聖人に列せられた。ベネディクト16世はシェーファーの列聖式で、シェーファーの助言を求める人々にとって彼女が仲裁者として神の愛を示したとした。またベネディクト16世はシェーファーの祈りと苦しみが彼女の祖国であるドイツの信徒にとって手本となることと、彼女が天国で人々の祈りを神に取り成すことで信者によるホスピスの活動が活発化することを祈願した。